# Deep (rivière)
Pour les articles homonymes, voir Deep.
La Deep est une rivière située en Caroline du Nord aux États-Unis. Elle forme le fleuve Cape Fear lors de sa jonction avec la Haw. Sa longueur est d'environ 200 km.
Elle prend sa source dans le Piedmont à l'ouest du comté de Guilford. Elle coule vers le sud-est puis le nord-est pour rejoindre la Haw au sud du lac Jordan.
La rivière possède 12 barrages sur son parcours.

## Source
- (en) Cet article est partiellement ou en totalité issu de l’article de Wikipédia en anglais intitulé « Deep River (North Carolina) » (voir la liste des auteurs).